# Крулевиці (Сандомирський повіт)
Крулевиці (пол. Królewice) — село в Польщі, у гміні Лонюв Сандомирського повіту Свентокшиського воєводства.
Населення — 86 осіб (2011).
У 1975-1998 роках село належало до Тарнобжезького воєводства.

## Демографія
Демографічна структура на день 31 березня 2011 року:
|          | Загалом | Допрацездатний вік | Працездатний вік | Постпрацездатний вік |
| -------- | ------- | ------------------ | ---------------- | -------------------- |
| Чоловіки | 48      | 11                 | 29               | 8                    |
| Жінки    | 38      | 5                  | 22               | 11                   |
| Разом    | 86      | 16                 | 51               | 19                   |